# Цауду (Салаж)
Цауду (рум. Țăudu) насеље је у Румунији у округу Салаж у општини Алмашу. Oпштина се налази на надморској висини од 390 m.

## Становништво
Према подацима из 2002. године у насељу је живело 208 становника, од којих су сви румунске националности.